# The Spaceship Company
The Spaceship Company (TSC) — британо-американская компания по производству космических аппаратов, основанная Бёртом Рутаном и Ричардом Брэнсоном в середине 2005 года и принадлежащая совместно Virgin Group (70%) и Scaled Composites (30%) до 2012 года, когда Virgin Galactic стала её единственным владельцем. TSC был создан, чтобы владеть технологией, созданной Scaled для программы Virgin Galactic Virgin SpaceShip. Это включает в себя разработки системы возврата и консольно-гибридного ракетного двигателя, лицензированного Полом Алленом и компанией Бёрта Рутана Mojave Aerospace. Компания производит космические аппараты для Virgin Galactic, и также будет продавать их другим заказчикам. Суборбитальная система запуска включает космический корабль SpaceShipTwo и самолёт-носитель White Knight Two.

## История

### 2005 — 2010
Компания была основана в 2005 году Бёртом Рутаном и Ричардом Брэнсоном и первоначально совместно принадлежала Virgin Group и Scaled Composites. Virgin Galactic была объявлена заказчиком запуска космических аппаратов SpaceShipTwo и White Knight Two. Virgin разместила первоначальный заказ на пять SpaceShipTwo и два White Knight Two с "исключительным использованием систем в течение первых 18 месяцев для коммерческих пассажирских перевозок".
К концу 2010 года компания объявила о планах построить ещё три самолета White Knight Two и пять ракетных самолетов SpaceShipTwo.

### 2011 — настоящее время
Поскольку первый WK2 и первый SS2 были построены Scaled Composites, TSC несет ответственность за производство второго самолета WK2 и второго космического корабля SS2 для Virgin Galactic, а также дополнительное производство кораблей по мере появления других клиентов.
С 2012 года Virgin Galactic владеет 100% акций TSC, приобретя 30% акций, всё ещё принадлежащих Scaled Composites, которые были ранее приобретены Northrop Grumman. Компания имела 70 сотрудников в июле 2011 года, 145 в июне 2013 года, 250 в июле 2014 года, и 430 в июле 2018 года. В июне 2013 года Дуг Шейн присоединился к TSC, чтобы стать исполнительным вице-президентом и генеральным менеджером, завершив 31-летнюю карьеру в Scaled Composites, в том числе проработав пять лет в качестве президента. В июле 2014 года Шейн был назначен президентом компании.
В 2016 году было объявлено, что TSC, Virgin Galactic и Virgin Group будут сотрудничать с Boom Technology для разработки сверхзвукового трансокеанского пассажирского лайнера.
К февралю 2018 года компания "дублировала и тестировала прототипы оригинальной конструкции SpaceShipTwo" с целью отправки модели в космос в 2019 году.
TSC сотрудничает с Boom Technology для создания нового сверхзвукового транспорта. Первоначальным прототипом размером 1/3 будет сверхзвуковой демонстратор XB-1 "Бэби-Бум".

## Производство летательных аппаратов
В ноябре 2010 года TSC приступила к строительству нового завода по сборке самолетов площадью 68 000 квадратных футов (6300 м2) в воздушно-космическом порту Мохаве в Мохаве, штат Калифорния. Ожидалось, что на производственном объекте будет занято до 170 человек, когда производство будет в полном разгаре. В июле 2011 года TSC объявила, что начнет производство "первых секций для второго самолета-носителя WhiteKnightTwo наряду с первым из нескольких суборбитальных аппаратов SpaceShipTwo для Virgin Galactic и, в конечном счете, других клиентов" в "Финальном ангаре сборки, интеграции и испытаний" (FAITH) осенью 2011 года.
В сентябре 2011 года TSC завершила строительство нового завода в соответствии с графиком за 8 000 000 долларов США. Производство новых космических аппаратов — первоначально трех самолетов WhiteKnightTwo и пяти небольших ракетных самолетов SpaceShipTwo — также планировалось начать до конца этого месяца.
Ангар FAITH предназначен для строительства цельных композитных лонжеронов и крыла для WK2, компоновки фюзеляжа как для WK2, так и для SS2, а также "будет также использоваться для капитального ремонта и будет служить операционным штабом компании".